# Boris Sjeremetev

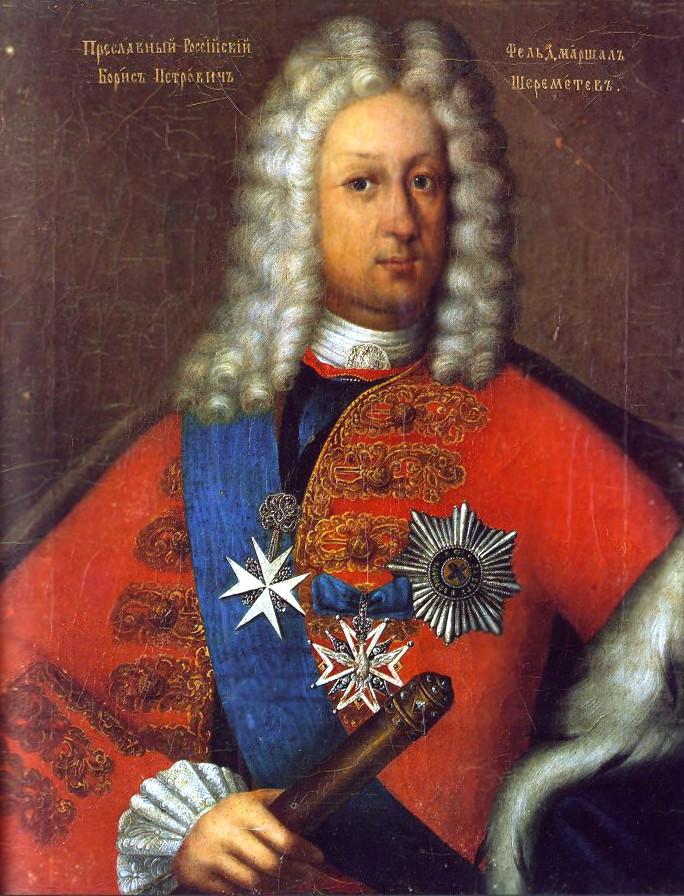
Boris Sjeremetev

Boris Petrovitsj Sjeremetev (Russisch: Бори́с Петро́вич Шереме́тев) (Moskou, 5 mei 1652 – aldaar, 28 februari 1719) was een Russisch diplomaat en veldmaarschalk tijdens de Grote Noordse Oorlog. Hij werd in 1706 verheven tot graaf, en was de eerste graaf van Rusland.

## Biografie

### Jonge jaren
In zijn jeugdjaren was Sjeremetev een dienaar van tsaar Alexis van Rusland. Dit was voor hij begon aan zijn militaire carrière. Vanaf het jaar 1671 diende hij het hof van de tsaar, tien jaar later leidde hij het leger in Tambov, tegen het Kanaat van de Krim. In 1682 werd hij benoemd tot bojaar. Van 1685 tot 1687 nam hij deel aan de onderhandelingen van de Eeuwige Vrede van 1686 met Polen en sloot hij een niet-aanvalsverdrag met het Habsburgse rijk. Eind 1687 beval hij het Russische leger de zuidgrens te beschermen, bovendien nam hij deel aan de Krimcampagnes van 1687 en 1689.
Toen Peter I van Rusland in 1689 aan de macht kwam, beloofde Sjeremetev hem trouw. Hij nam deel aan de oorlog tegen het Ottomaanse Rijk samen met Ivan Mazeppa en had leiding over het leger gedurende de Azovcampagnes.

### Grote Noordse Oorlog
In de Grote Noordse Oorlog bewees Sjeremetev dat hij een bekwame, maar voorzichtige leider was. In actie was hij voorzichtiger dan Aleksandr Mensjikov, die bekendstond om zijn impulsieve daden, maar minder succes kende op het slagveld.
In 1700 nam hij deel aan de Slag bij Narva, maar hij moest zijn positie verlaten in Estland door de aanval van Karel XII van Zweden. Hij werd leider over de Russische troepen die het Zweeds leger moest tegenhouden in Ingermanland, Karelië en Estland. Sjeremetevs leger verloor van het Zweedse leger onder leiding van Wolmar Anton von Schlippenbach nabij Rauge in 1701, maar kon daarna de Zweden terugslaan in de Slag bij Erastvere. Hierdoor kreeg hij de titel van veldmaarschalk. Hierna slaagde hij er ook in om de Slag bij Hummelshof in 1702 tot een goed einde te brengen. Ook de vestigingen van Sjlisselburg en Nyenschantz vielen in 1703 dankzij Sjeremetev in Russische handen, waardoor de bouw van Sint-Petersburg kon beginnen. In 1705 werd hij naar Astrachan gestuurd, waar hij met succes de opstand neersloeg.
In 1705 kwam hij ook in aanvaring met de Zweedse generaal Adam Ludwig Loewenhaupt, waar Sjeremetev het onderspit moest delven in de Slag bij Gemauerthof. Ook Karel XII versloeg hem in de Slag bij Holowczyn. Zijn wraak was rijp in 1709 in Poltava, waar bij samen met Mensjikov het Zweedse leger in de pan hakte. In 1710 nam hij Riga in.
In de Proetcampagne werd hij omsingeld door het Turkse leger in 1711.
Sjeremetev stierf in 1719 in Moskou en werd begraven in Sint-Petersburg.